# Cabinetul Germaniei
Cabinetul Federal sau Guvernul Federal (în germană Bundeskabinett sau Bundesregierung) este organul executiv al Republicii Federale Germania. Este compus din cancelarul federal și cabinetul de miniștri. Fundamentele organizării guvernului, metoda alegerii și numirii sale, precum și procedura de demitere sunt stabilite în articolele 62 până la 69 din Constituția Germaniei (Grundgesetz, în română Legea fundamentală).
Spre deosebire de sistemul din Republica de la Weimar, Bundestagul poate revoca cancelarul doar cu un vot de încredere constructiv (alegând în același timp un nou cancelar) și, prin urmare, poate alege doar să demită cancelarul cu întregul lui cabinet și nu pur și simplu miniștri individuali. Aceste proceduri și mecanisme au fost puse în aplicare de către autorii Legii fundamentale atât pentru a preveni o nouă dictatură, cât și pentru a asigura că nu va exista un vid politic în urma demiterii cancelarului printr-un vot de încredere și eșecului de a alege unul nou în locul lui, așa cum se întâmplase în perioada Weimar, când Reichstagul îl înlăturase pe cancelar fără a reuși să cadă de acord asupra alegerii unuia nou.
Dacă cancelarul pierde o moțiune simplă de încredere (fără alegerea unui nou cancelar de către Bundestag), acest lucru nu îl forțează să renunțe la funcție, ci îi permite cancelarului, dacă dorește, să solicite președintelui Germaniei dizolvarea Bundestagului, declanșând alegeri anticipate în decurs de 60 de zile (acest lucru s-a întâmplat în 1972⁠(en)[traduceți], 1983 și 2005), sau de a cere președintelui să declare o stare legislativă de urgență, care permite cabinetului să utilizeze o procedură legislativă simplificată, în care proiectele de lege propuse de cabinet au nevoie doar de acordul Bundesratului (până acum, acest lucru nu a fost aplicat niciodată). Cu toate acestea, în ambele cazuri președintele nu este obligat să urmeze solicitarea cancelarului.
Cancelarul și ceilalți membri ai cabinetului pot fi și membri ai Bundestagului, iar cei mai mulți dintre ei chiar sunt.

## Actualul cabinet
Actualul și cel de-al 24-lea cabinet federal al Germaniei („Scholz”) este în funcție din 8 decembrie 2021.

### Tabel cronologic al cancelarilor Germaniei
Această cronologie conține toți cancelari care au activat în perioada 1867-prezent.